# Marcei
Marcei est une ancienne commune française, située dans le département de l'Orne en région Normandie, peuplée de 205 habitants.
Elle a fusionné le 1er janvier 2015 avec trois autres communes, sous le régime juridique des communes nouvelles instauré par la loi no 2010-1563 du 16 décembre 2010 de réforme des collectivités territoriales pour créer la commune nouvelle de Boischampré.

## Géographie
| Saint-Loyer-des-Champs                  | Saint-Loyer-des-Champs, Boissei-la-Lande | Boissei-la-Lande |
| Saint-Christophe-le-Jajolet             | Marcei                                   | Médavy           |
| Saint-Christophe-le-Jajolet, Montmerrei | Montmerrei                               | Mortrée          |

## Toponymie
Le nom de la localité est attesté sous les formes Marsaio en 1040 et 1066. Le toponyme serait issu de l'anthroponyme latin Martius ou Marcius, suivi du suffixe -acum.

## Histoire
Marcei est une ancienne commune qui a fusionné en 2015, avec deux autres, au sein de la commune nouvelle de Boischampré.

## Politique et administration
| Période                                  | Période   | Identité     | Étiquette | Qualité     |
| ---------------------------------------- | --------- | ------------ | --------- | ----------- |
| ?                                        | mars 2001 | Louis Legay  | SE        | Agriculteur |
| mars 2001                                | En cours  | Xavier Bigot | SE        | Agriculteur |
| Les données manquantes sont à compléter. |           |              |           |             |

## Démographie
L'évolution du nombre d'habitants est connue à travers les recensements de la population effectués dans la commune depuis 1793. À partir du 1er janvier 2009, les populations légales des communes sont publiées annuellement dans le cadre d'un recensement qui repose désormais sur une collecte d'information annuelle, concernant successivement tous les territoires communaux au cours d'une période de cinq ans. 
Pour les communes de moins de 10 000 habitants, une enquête de recensement portant sur toute la population est réalisée tous les cinq ans, les populations légales des années intermédiaires étant quant à elles estimées par interpolation ou extrapolation. Pour la commune, le premier recensement exhaustif entrant dans le cadre du nouveau dispositif a été réalisé en 2006,.
En 2021, la commune comptait 205 habitants, en évolution de −0,49 % par rapport à 2015 (Orne : −1,53 %, France hors Mayotte : +2,49 %).
Marcei a compté jusqu'à 474 habitants en 1806.
| 1793 | 1800 | 1806 | 1821 | 1836 | 1841 | 1846 | 1851 | 1856 |
| ---- | ---- | ---- | ---- | ---- | ---- | ---- | ---- | ---- |
| 467  | 468  | 474  | 447  | 436  | 430  | 403  | 388  | 361  |

| 1861 | 1866 | 1872 | 1876 | 1881 | 1886 | 1891 | 1896 | 1901 |
| ---- | ---- | ---- | ---- | ---- | ---- | ---- | ---- | ---- |
| 373  | 384  | 355  | 340  | 308  | 308  | 307  | 305  | 302  |

| 1906 | 1911 | 1921 | 1926 | 1931 | 1936 | 1946 | 1954 | 1962 |
| ---- | ---- | ---- | ---- | ---- | ---- | ---- | ---- | ---- |
| 289  | 246  | 210  | 257  | 217  | 225  | 242  | 219  | 209  |

| 1968 | 1975 | 1982 | 1990 | 1999 | 2006 | 2011 | 2016 | 2020 |
| ---- | ---- | ---- | ---- | ---- | ---- | ---- | ---- | ---- |
| 193  | 199  | 187  | 164  | 205  | 207  | 209  | 206  | 207  |

## Culture locale et patrimoine

### Lieux et monuments
- Manoir de la Baronnie du XVe siècle, inscrit au titre des monuments historiques[10].
- Motte de Marcei, de la fin du Xe siècle, ce qui en fait l'une des plus anciennes de la région[11].
- Église Saint-Ouen.

### Personnalités liées à la commune
- Marie Emmanuelle Louis-Bayon (1745-1825), artiste, épouse de l'architecte Victor Louis, native de Marcei.